# Alan Pelhon
 (octobre 2014).
Alain Péglion dit Alan Pelhon, né le 13 mai 1946 à Nice, mort le 3 juin 1994, est un instituteur, conteur, poète et acteur de langue occitane.

## Biographie
C'est sa grand-mère, Sandrine, qui l'élève. Elle lui fait découvrir le dialecte nissart (ou niçois) qu'il parlera pendant toute sa vie. Il quitte l'école primaire de Coaraze en 1955 et entre au collège Risso. Après le collège il continue ses études à l’École normale de Nice.
Il effectue son service militaire en tant que coopérant et vit pendant cette période à Madagascar.
En 1968, aux "Rencontres poétiques de Provence", il fait la rencontre de Paul Mari qui lui fait découvrir la poésie dialectale .
De 1970 à 1986, il travaille comme instituteur spécialisé pour l'enfance inadaptée à l'école Rosalinde-Rancher. En 1987, il prend la place de directeur de l'école de Gairaut à Nice. Parallèlement, il continue des études en Faculté et en 1986, il obtient le diplôme de « Mèstre sobran de lenga d'Òc » puis le diplôme de conseiller pédagogique
En 1970, il fait la rencontre de Mauris Sgaravizzi : Alan Pelhon écrit des textes, Mauris les met en musique et les chante. Ils participent à la création du Centre Culturel Occitan du Pays Niçois (Centre Cultural Occitan País Nissart) qui ouvre ses portes le 1er juillet 1971. Ils enchaînent concerts sur concerts
Aux côtés de Joëlle, son épouse, de Mauris Sgaravizzi, son compagnon et de Jean-Luc Sauvaigo, un autre poète occitan, Alan Pelhon s’implique dans la vie associative de sa région.
De 1981 à 1983, sur les ondes de Radio France Côte d'Azur, il présente « la chronique du Ficanas ».
En février 1980, on lui découvre une tumeur au cerveau. Malgré une rémission il fait une rechute en 1989 qui va finir par avoir raison de lui en 1994.
Il est enterré dans le cimetière de son village de Coaraze
Une école de Nice porte son nom.